# Wichenmühle
Wichenmühle ist ein Gemeindeteil des Marktes Marktrodach im Landkreis Kronach (Oberfranken, Bayern).

## Geographie
Der Einöde liegt am linken Ufer der Rodach. Neben dem Anwesen befindet sich die Kläranlage von Marktrodach. Ein Anliegerweg führt an der Vogtsmühle vorbei nach Unterrodach zur Bundesstraße 173 (1 km nordöstlich).

## Geschichte
Gegen Ende des 18. Jahrhunderts gehörte Wichenmühle zur Realgemeinde Unterrodach. Das Hochgericht übte das Seniorat von Redwitz im begrenzten Umfang aus. Es hatte ggf. an das bambergische Centamt Kronach auszuliefern. Das bayreuthische Vogteiamt Seibelsdorf beanspruchte ebenfalls das Hochgericht. Das Seniorat von Redwitz war zugleich der Grundherr der Schneidmühle.
Mit dem Gemeindeedikt wurde Wichenmühle dem 1808 gebildeten Steuerdistrikt Unterrodach und der 1818 gebildeten Ruralgemeinde Unterrodach zugewiesen. Am 1. Mai 1978 wurde die Gemeinde Marktrodach gebildet, in die die ehemalige Gemeinde Unterrodach eingegliedert wurde.

### Einwohnerentwicklung
| Jahr      | 001818 | 001861 | 001871 | 001885 | 001900 | 001925 | 001950 | 001961 | 001970 | 001987 |
| Einwohner |        | 8      | 8      | 5      | 7      | 7      | 4      | 4      | 0      | 0      |
| Häuser    | 1      |        |        | 1      | 1      | 1      | 1      | 1      |        | 1      |
| Quelle    | [ 5 ]  | [ 7 ]  | [ 8 ]  | [ 9 ]  | [ 10 ] | [ 11 ] | [ 12 ] | [ 13 ] | [ 14 ] | [ 1 ]  |

## Religion
Der Ort ist evangelisch-lutherisch geprägt und war ursprünglich nach St. Andreas (Seibelsdorf) gepfarrt. Seit der Gründung der Pfarrei St. Michael (Unterrodach) am 31. März 1804 sind die Lutheraner dorthin gepfarrt.